# Sinularia gaweli
Sinularia gaweli är en korallart som beskrevs av Verseveldt 1978. Sinularia gaweli ingår i släktet Sinularia och familjen läderkoraller. Inga underarter finns listade i Catalogue of Life.